# Gastronomía de Bali

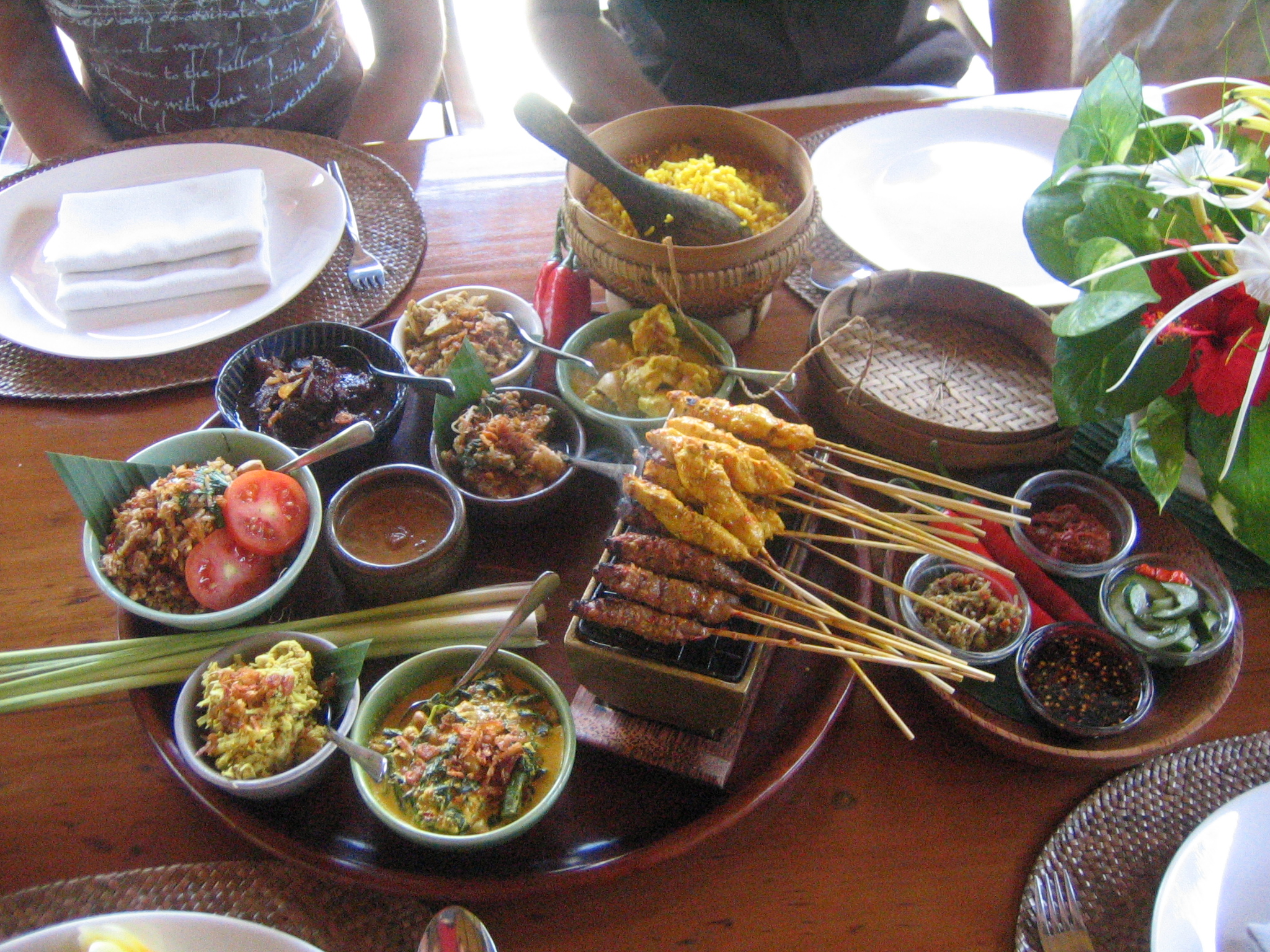
Ejemplos de platos balineses como el satay lilit, nasi kuning, lawar y lalah manis sambal.

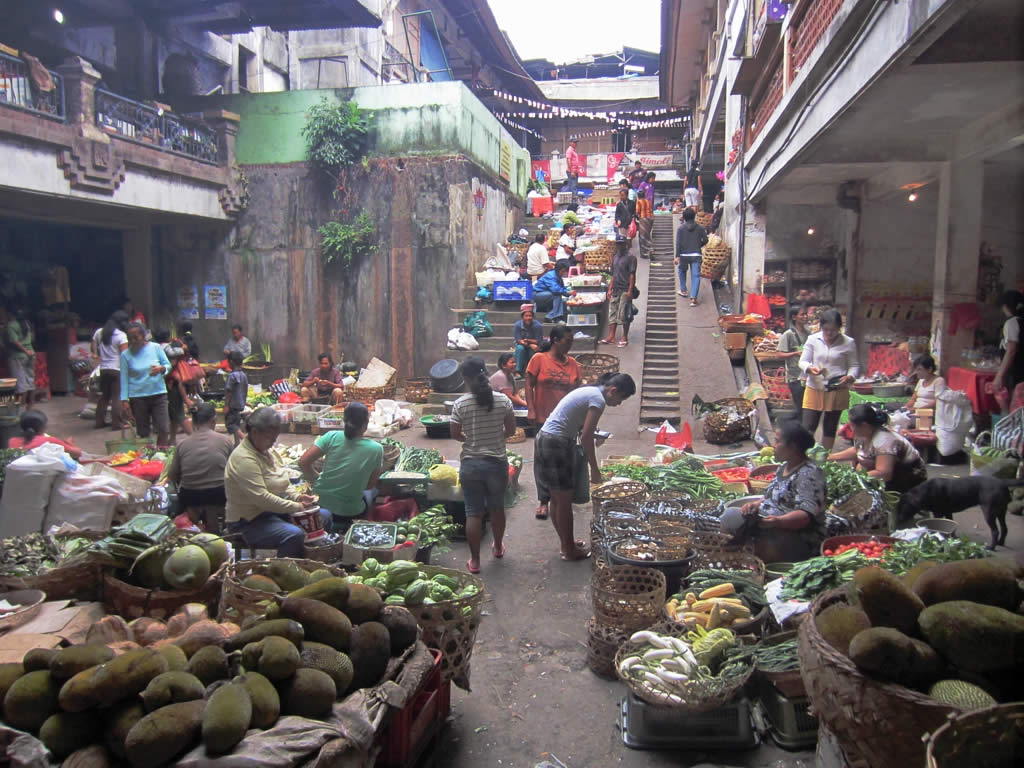
Pasar pagi, mercado matutino que vende frutas y verduras en Ubud.

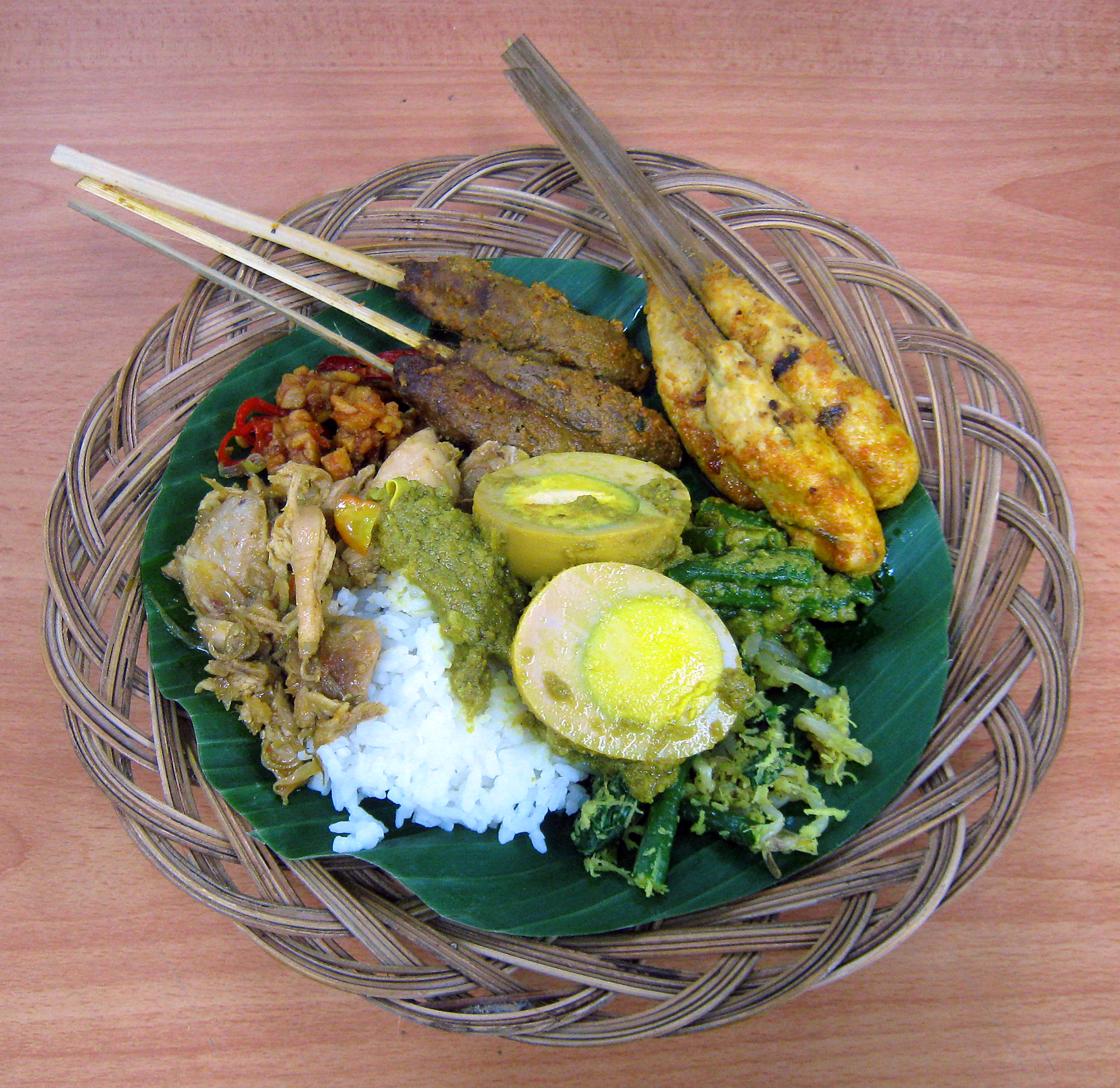
Nasi campur balinés con versiones de carne y pescado de sate lilit.

La gastronomía de Bali es la tradición gastronómica de los balineses y de la isla volcánica de Bali, Indonesia. 
Usa una gran variedad de especias, mezcladas con verduras frescas, carnes y pescados, e incluso sangre fresca de animales. Una variación de la gastronomía de Indonesia, mezcla elementos autóctonos, así como influencias de otras gastronomías regionales indonesias, India, Malasia, China e, incluso, europeas. Los habitantes de la isla son predominantemente hindúes y las tradiciones culinarias son relativamente distintas del resto de Indonesia, con fiestas y celebraciones religiosas que incluyen comidas especiales preparadas como ofrendas a las deidades, así como otros platos que se consumen en comunidad durante las celebraciones.
El arroz es el ingrediente  principal, que casi siempre se consume acompañado de verduras, carnes y mariscos, siendo muy utilizados el cerdo, el pollo, las frutas y las verduras. Sin embargo, como ocurre con todos los hindúes, la carne de vacuno nunca o muy raramente se consume.
Bali es un popular destino turístico y la isla cuenta con un gran número de escuelas de cocina, con cursos diarios de gastronomía balinesa. Los mercados nocturnos (pasar malam), los warungs (puestos de comida) y los vendedores de frutas venden productos locales. Las fiestas incluyen alimentos preparados muy adornados como parte de las celebraciones. Como zona turística popular, también se encuentran disponibles muchos alimentos occidentalizados y restaurantes de estilo occidental en la isla.

## Ingredientes

### Arroz
Bali tiene una larga historia y tradición agrícola en el cultivo del arroz, como lo demuestra el sofisticado sistema de riego centenario, llamado subak. Los templos balineses (Pura (templo)|pura]]) del agua regulan la asignación del agua para cada arrozal. El hinduismo balinés adora a Dewi Sri, la diosa del arroz. Las efigies coloridas de la diosa y otras deidades hechas con arroz pegajoso de colores se reproducen a menudo durante las ceremonias religiosas.
El arroz al vapor se consume habitualmente en cada comida. 

### Especias y condimentos

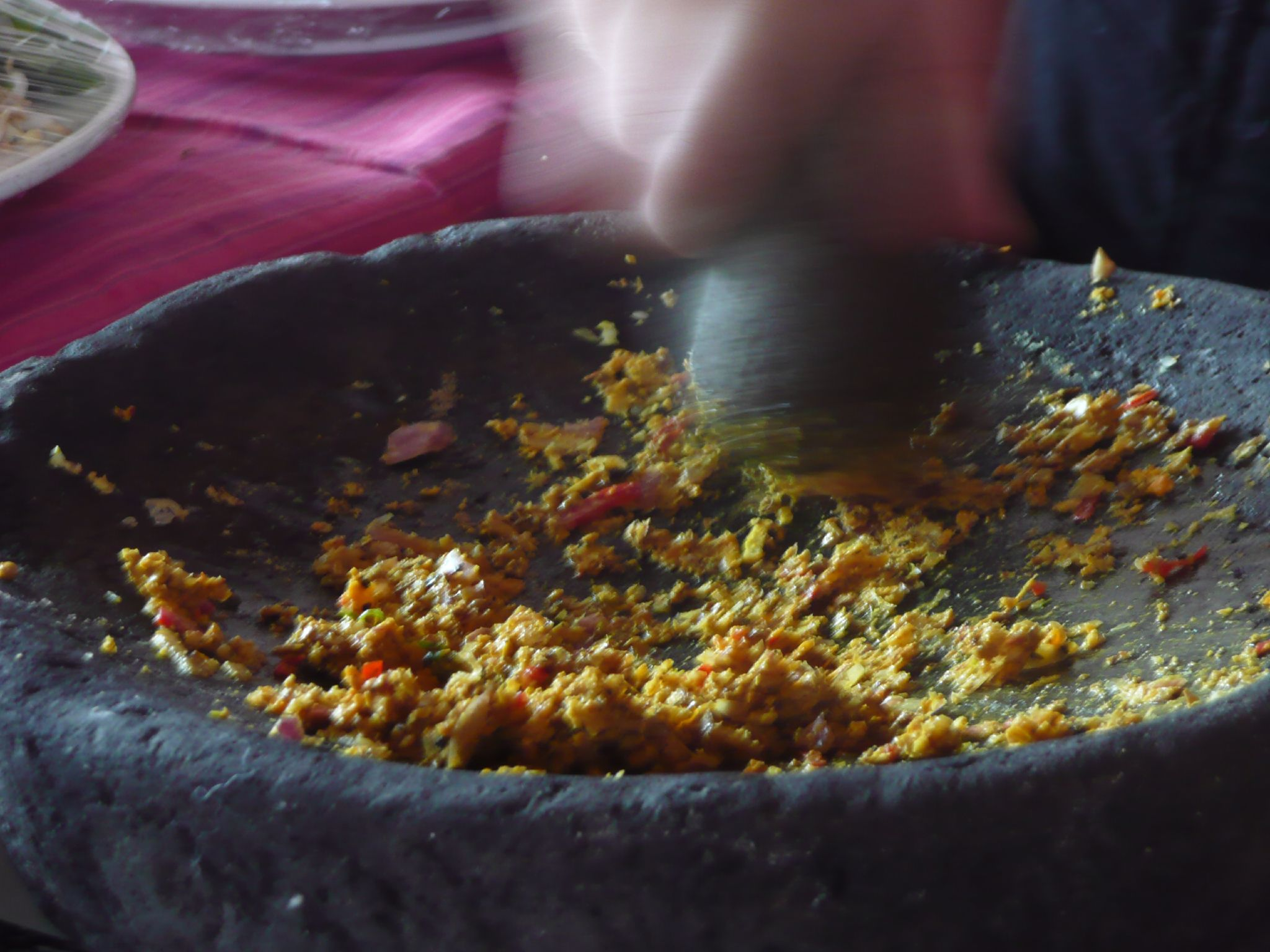
Elaboración del condimento basa gede balinés majando con un mortero.

Entre las especias que se utilizan en la cocina balinesa se cuentan, la Kaempferia galanga (galangal), la chalota, el ajo, la cúrcuma, el jengibre y la lima kafir. Existe una combinación de 8 especias como condimento que se elabora con pimienta blanca, pimienta negra, cilantro, comino, clavo, nuez moscada, semillas de sésamo y nuez de la India. También, azúcar de palma, pasta de pescado y la basa gede.
La basa gede, también conocido como basa rajang, es una pasta picante de especias que es un ingrediente básico en muchos platos balineses. La basa gede forma la piedra angular de muchos platos balineses. Sus ingredientes incluyen ajo, chile rojo, chalotas asiáticas, nuez moscada, jengibre, cúrcuma, azúcar de palma, comino, pasta de gambas y hojas de salam (hoja de laurel de Indonesia).
Los platos balineses, en general, están marcados por la basa genep, típica mezcla de especias balinesas que se utiliza como base para muchos platos de curry y verduras. El bumbu (condimento) es utilizado como adobo. La tabia lala manis, una salsa de soja ligera con chiles, y el sambal matah son condimentos populares.

### Otros ingredientes

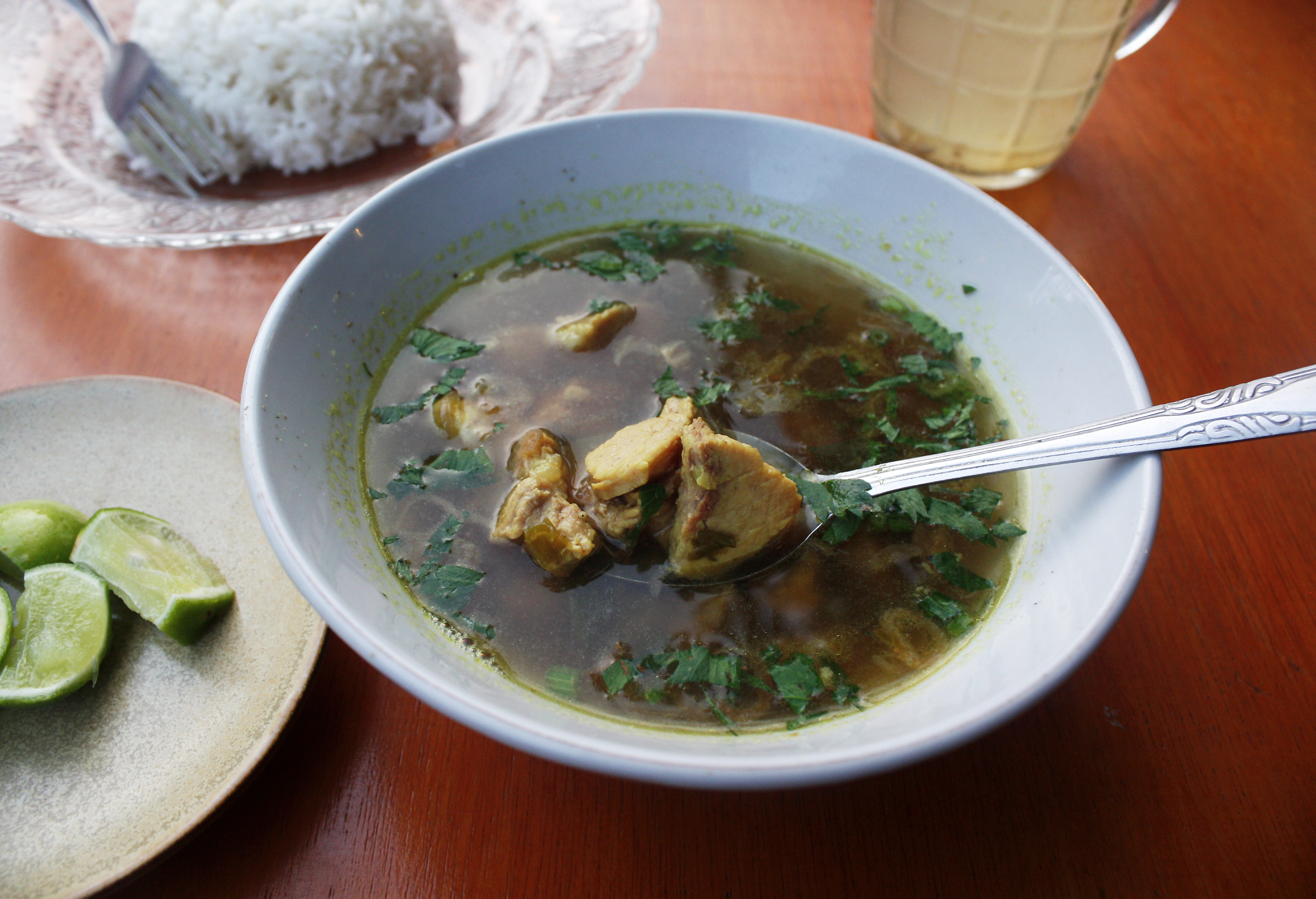
Soto babi, cochinillo balinés.

El cerdo, el pollo, los mariscos, la pasta y las verduras son también muy consumidos. Sin embargo, como hindúes, los balineses nunca o rara vez consumen carne de vacuno. Esta restricción es especialmente observada por aquellos que pertenecen a las castas brahmán y kshatriya. No obstante, los gusti menores (nobles) y los balineses comunes pueden consumir vacuno, aunque raramente.

### Frutas
Las frutas incluyen rambután, mango, mangostán, plátano, yaca (nangka), maracuyá, piña, salak (o "fruta de la serpiente"), duku, kelengkeng (longan), wani (mango blanco o Mangifera caesia), papaya, melón, naranja, chirimoya, coco y durián.

## Tradiciones, servicio y puntos de venta

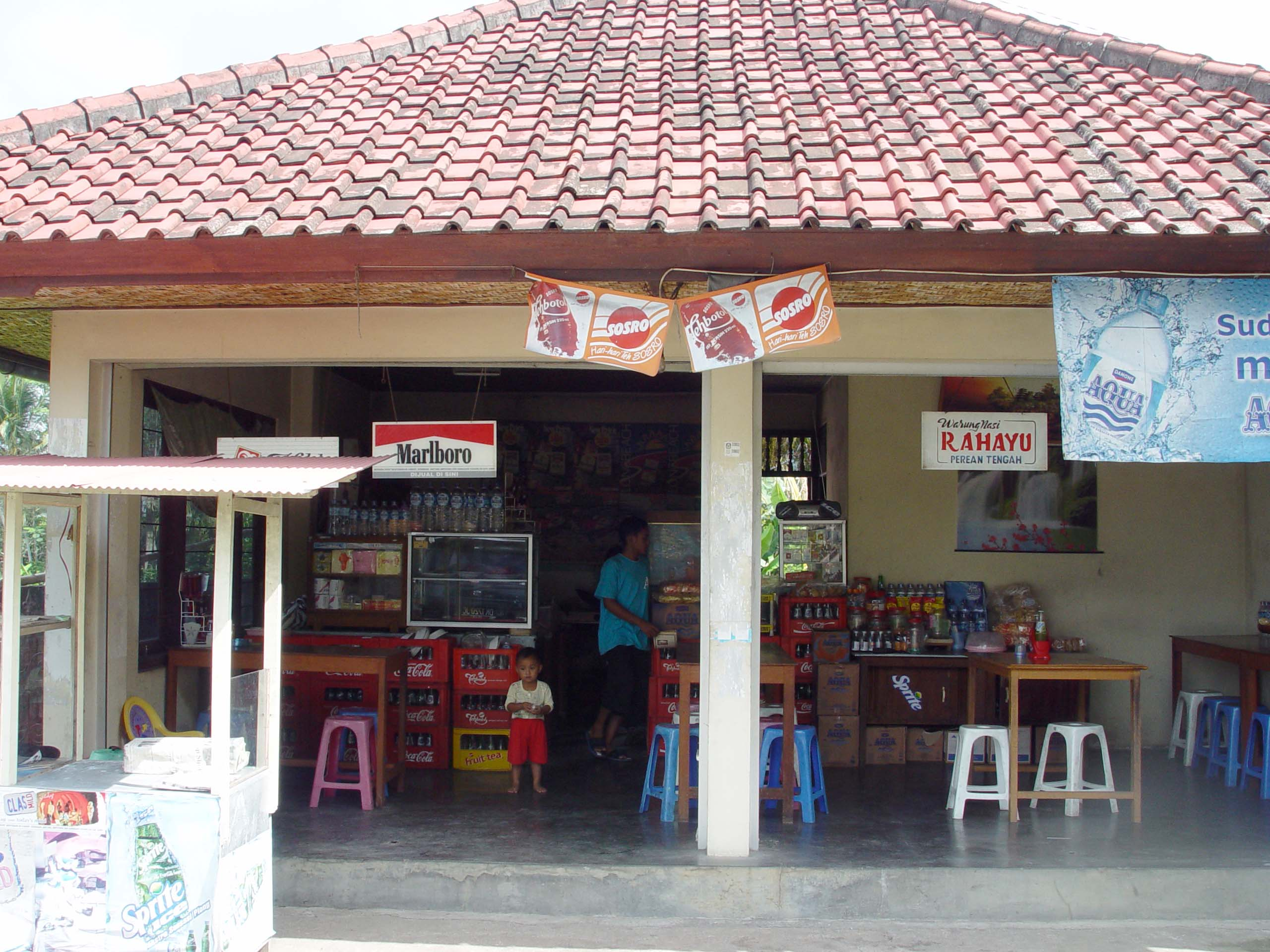
Un warung en Bali.

En las tradiciones hindúes balinesas, ciertos alimentos son servidos en rituales religiosos, como ofrendas a las divinidades hinduistas. Durante las ceremonias religiosas, se llevan al templo frutas y alimentos decorados festivamente. Los fieles balineses creen que ciertos alimentos son una de las ofrendas apropiadaa para ciertas deidades. Por ejemplo, Batara Kala prefiere la carne de cerdo, mientras que otros dioses hindúes, como Brahma, prefieren los patos. Ciertos alimentos raros, como la carne de tortuga, también se utilizan en los rituales.
Los hogares balineses suelen comprar ingredientes frescos en los mercados locales todas las mañanas, para cocinarlos y servirlos a última hora de la mañana para consumirlos, principalmente, en el almuerzo. Las sobras se almacenan para ser calentadas nuevamente para la cena familiar. Aparte de los platos familiares caseros, la cocina balinesa se sirve desde humildes carros callejeros y warungs, hasta elegantes restaurantes en centros turísticos y hoteles de cinco estrellas. Los pequeños warungs administrados por familias son las opciones económicas para la comida callejera y sirven de todo, desde platos familiares hasta comidas completas o bocadillos.
Los warungs o restaurantes balineses pueden estar especializados en un menú determinado, por ejemplo, hay restaurantes que se especializan en servir únicamente babi guling (cochinillo), bebek betutu (pato crujiente) , o nasi campur (arroz mixto balinés). Algunos warung se especializan en vender tipat cantok (similar a kupat tahu) o arroz mixto nasi jinggo.

## Platos típicos

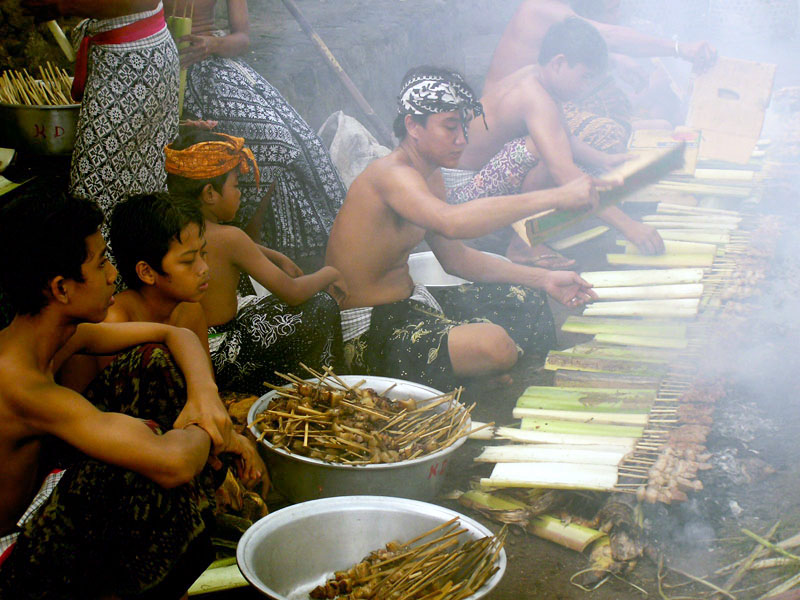
Balineses preparando satays de cerdo para una ceremonia religiosa comunitaria.

La comida balinesa incluye el lawar (coco picado, ajo, guindilla, con carne y sangre de cerdo o pollo), el bebek betutu (pato relleno de especias, envuelto en hojas de plátano y cáscaras de coco cocinadas en un pozo de brasas), el saté balinés conocido como sate lilit hecho de carne picada especiada prensada en brochetas que a menudo son pinchos de hierba de limón, el babi guling, también conocido como celeng guling (cerdo asado relleno con chiles, cúrcuma, ajo y jengibre).
En Bali, el arroz mixto (con otros ingredientes) es llamado nasi campur Bali o simplemente, nasi Bali. La versión balinesa de este plato puede tener atún a la parrilla, tofu frito, pepino, espinacas, tempe, carne de vacuno, verduras al curry, maíz o salsa de chile sobre una cama de arroz. Los vendedores ambulantes suelen vender arroz mixto, envuelto en hoja de plátano.
El betutu se come tanto en Bali como en Lombok y las Islas Menores de la Sonda Occidentales. Es un plato de ave asada (pollo o pato) con especias. Lawar es un plato tradicional de verduras y carne servido con arroz. Está compuesto de yaca sin madurar rallada, flor joven de banana, trozos de corteza de cerdo y sangre de cerdo. Todo se machaca con hierba de limón, hojas de lima kaffir, chalotas y ajo. El babi guling es cerdo asado al estilo balinés comparable al cerdo asado al estilo luau de Hawaii. También se puede encontrar bakso, una albóndiga o pasta de carne de vacuno.

## Bebidas

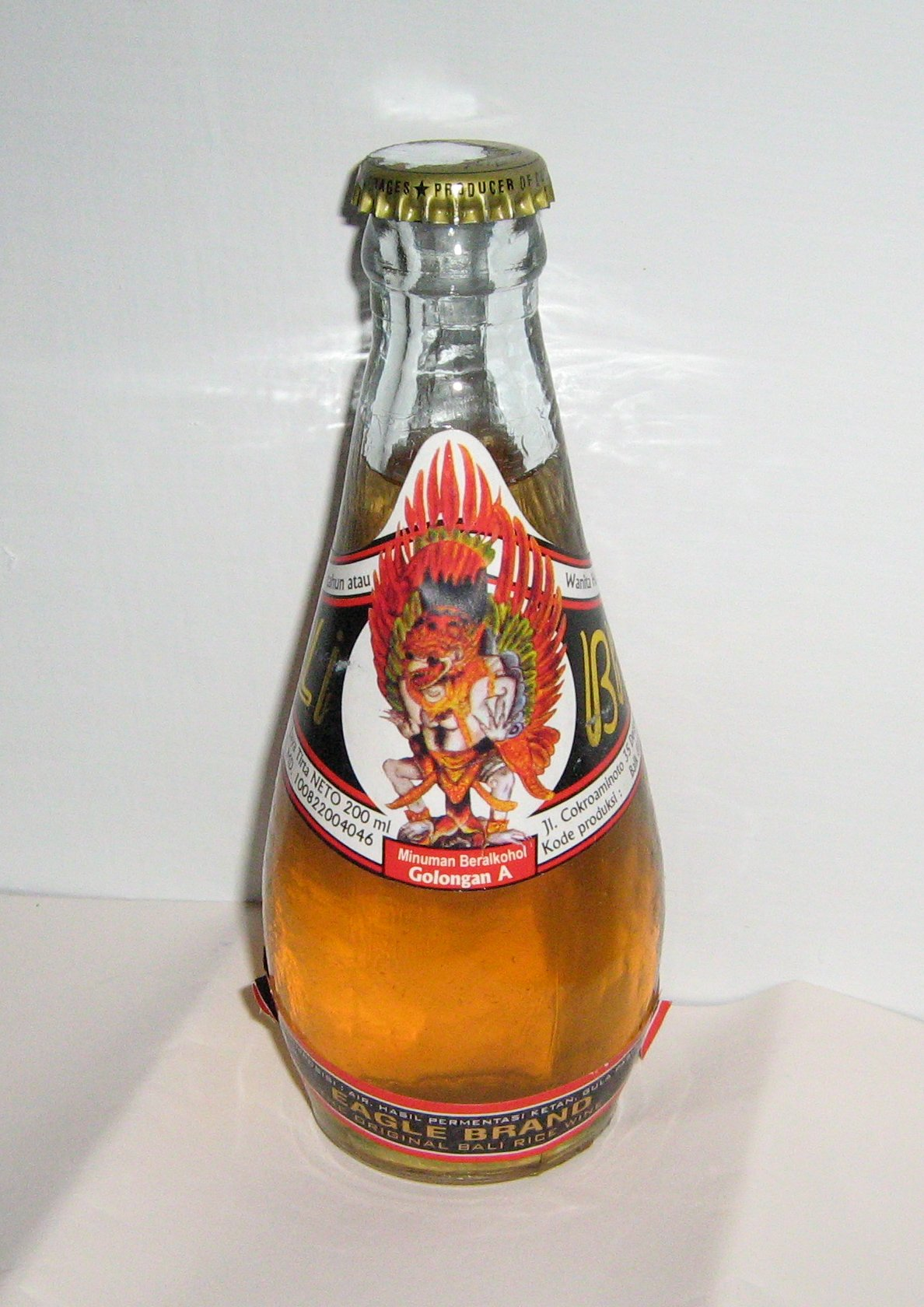
Brem, un vino de arroz balinés.

El café balinés, kopi Bali y el té caliente, teh panas, son muy populares. El té a menudo se sirve con azúcar (gula) y leche condensada (susu). Brem es una bebida alcohólica de vino de arroz balinés. Está hecho de puré fermentado de arroz glutinoso blanco o negro (conocido como ketan) utilizando un iniciador seco, llamado ragi tapai.